# Brecksville
Brecksville é uma cidade localizada no estado norte-americano do Ohio, no Condado de Cuyahoga.

## Demografia
Segundo o censo norte-americano de 2000, a sua população era de 13.382 habitantes. 
Em 2006, foi estimada uma população de 13.106, um decréscimo de 276 (-2.1%).

## Geografia
De acordo com o United States Census Bureau tem uma área de 50,8 km², dos quais 50,8 km² cobertos por terra e 0,0 km² cobertos por água.

## Localidades na vizinhança
O diagrama seguinte representa as localidades num raio de 12 km ao redor de Brecksville. 